# 아시안 하이웨이 5호선

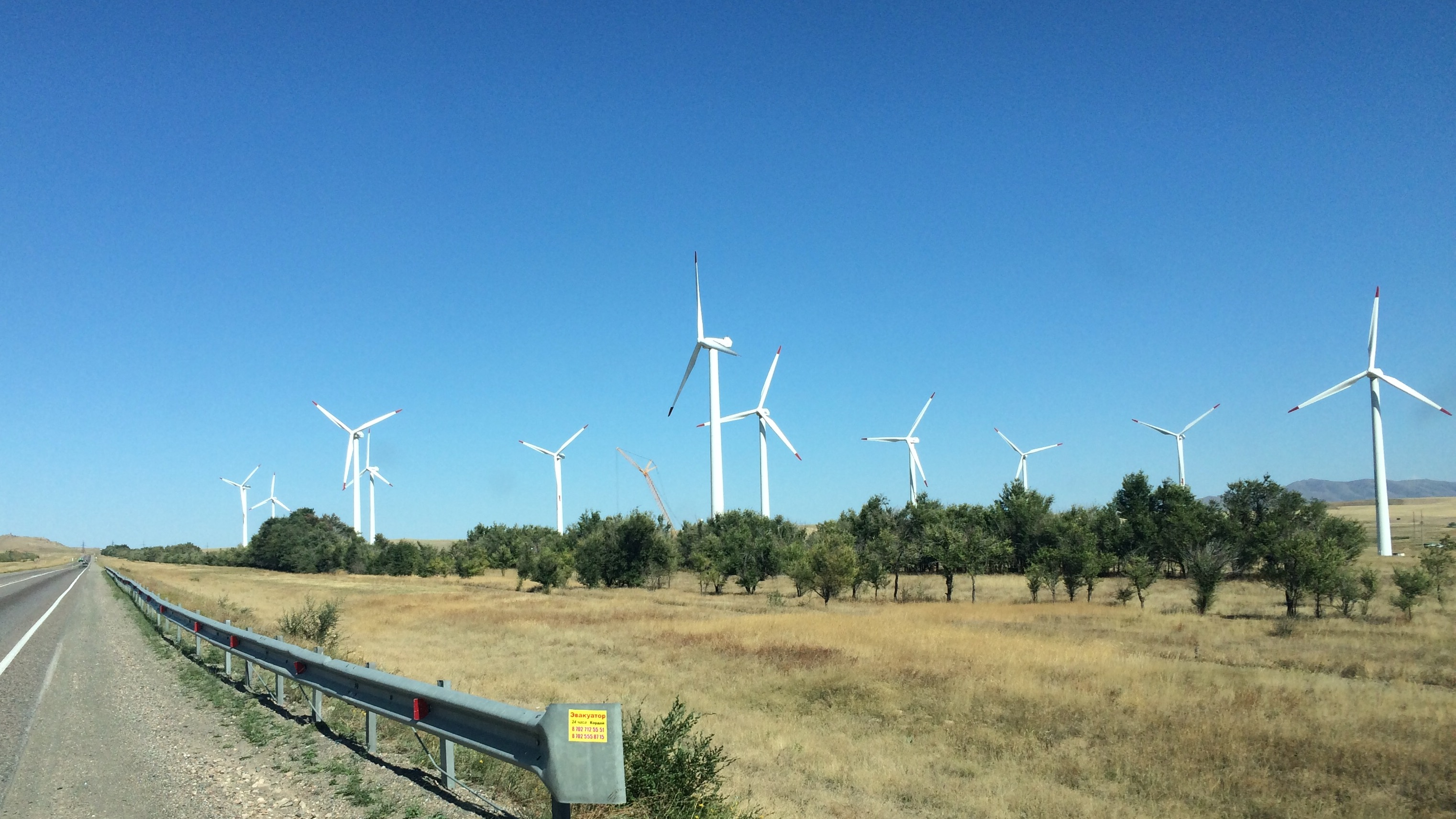
카자흐스탄을 지나가고 있는 AH5

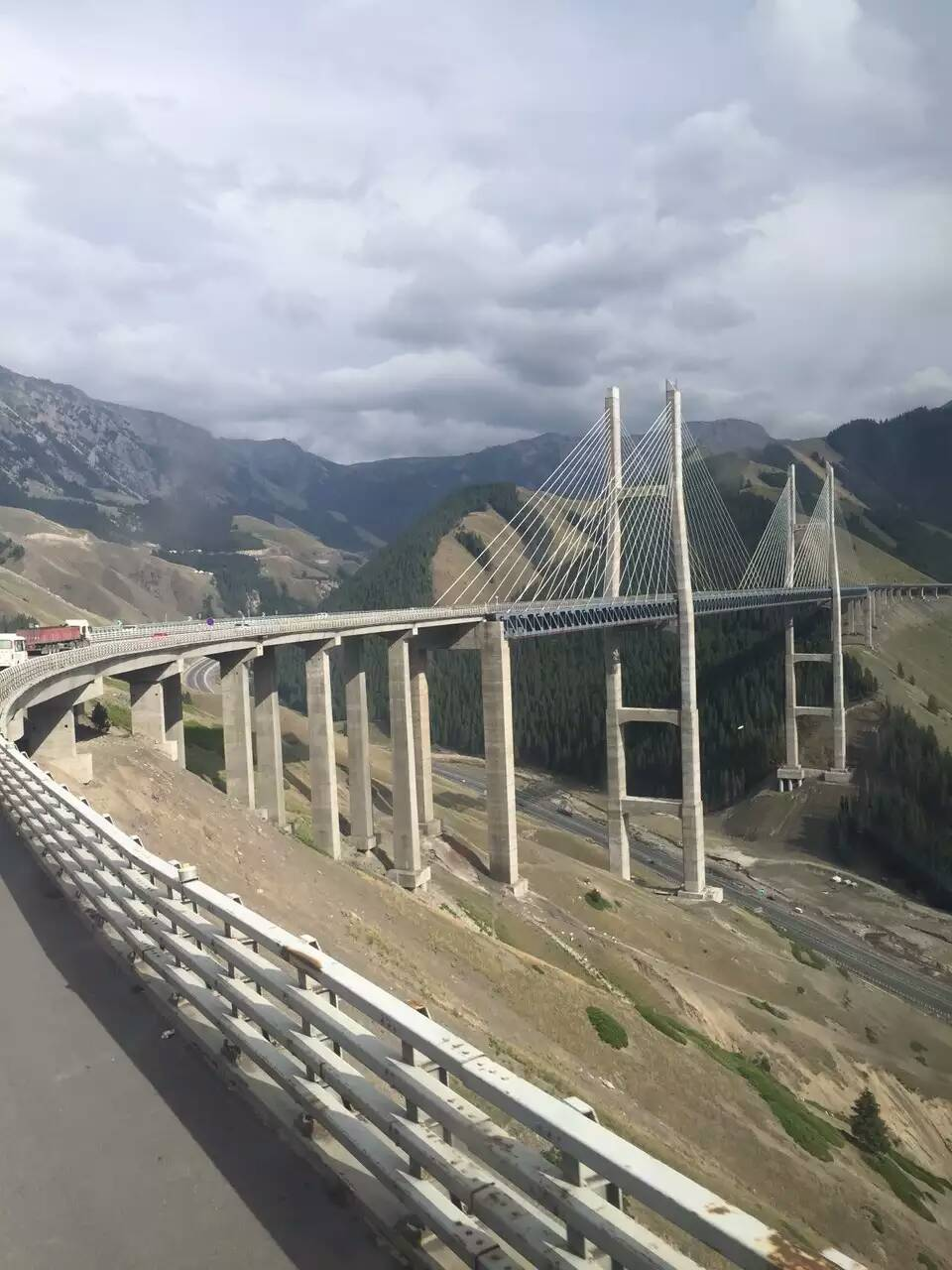
AH5를 전용하고 있는 중국의 롄훠 고속공로 전경

아시안 하이웨이 5호선(Asian Highway 5,)은 중화인민공화국의 상하이시를 기점으로 하여 카자흐스탄, 키르기스스탄, 우즈베키스탄, 투르크메니스탄, 아제르바이잔, 조지아를 거쳐 튀르키예의 이스탄불을 종점으로 하는 총 연장 10,380 km의 아시안 하이웨이 노선망 중의 하나이다. 이스탄불에서 아시안 하이웨이 1호선과 유럽 고속도로 80호선 모두 연결되지만, 불가리아에서는 마리차 고속도로와도 연결해 준다.

## 주요 경유지

### 중국
총 연장은 4,815 km이다.
- 후룽 고속공로(중국어판) : 상하이시 - 우시시 - 난징시
- 후산 고속공로(중국어판) : 난징시 - 허페이시 - 루안시 - 황촨현 - 신양시 - 난양시 - 시샤현 - 란톈현 - 바차오구 - 시안시
- 롄훠 고속공로 : 시안시 - 바오지시 - 톈수이시 - 딩시시 - 란저우시 - 우웨이시 - 장예시 - 자위관시 - 과저우현 - 하미시 - 투루판시 - 우루무치시 - 쿠이툰시 - 훠얼궈쓰시

### 카자흐스탄
총 연장은 1,033 km이다.
- 국도 제A2호선(독일어판) : 훠얼궈쓰시 - 콕탈 - 숀지 - 카스케렌(영어판) - 토르갑 - 메르케 - 타라즈 - 심켄트 - 지벡졸리(영어판)

### 우즈베키스탄
총 연장은 677 km이다.
- 도로명 미상 : 체르냐브카 - 타슈켄트 - 시르다리야 - 사마르칸트 - 나보이 - 부하라

### 투르크메니스탄
총 연장은 1,227 km이다. 자세한 사항은 국도 제M37호선을 읽어라.
- 국도 제M37호선 : 파랍(영어판) - 튀르크메나바트 - 마리 - 테젠(영어판) - 아시가바트 - 세르다르 - 튀르크멘바시

### 중간에 비어 있는 구간
- 카스피해

### 아제르바이잔
총 연장은 515 km이다.
- M2 간선도로(독일어판) : 바쿠 - 알랏(영어판) - 간자 - 가자흐(영어판) - 기미지코푸

### 조지아
총 연장은 489 km이다.
- 조지아 고속도로 S4호선 : 붉은 다리(영어판) - 루스타비
- 조지아 고속도로 S9호선 : 루스타비 - 트빌리시
- 조지아 고속도로 S1호선 : 트빌리시 - 세나키
- 조지아 고속도로 S2호선 : 세나키 - 포티 - 바투미 - 사르피(영어판)

### 튀르키예
총 연장은 960 km이다.
- 국도 제D010호선(영어판) : 사르프(영어판) - 트라브존 - 삼순
- 국도 제D795호선(튀르키예어판) : 삼순 - 메르지폰(영어판)
- 국도 제D100호선 : 메르지폰(영어판) - 게레데(영어판)
- 오토요르 4호선(영어판) : 게레데(영어판) - 이스탄불
- 오토요르 2호선(영어판) : 이스탄불
- 오토요르 3호선(영어판) : 이스탄불 - 에디르네 - 카프쿨레(영어판) ( 불가리아 국경과 인접, 마리차 고속도로와도 연결)

## 특이 사항
일본 정부가 제안을 받고 일본까지 연장시킨 아시안 하이웨이 노선 3개의 노선인 아시안 하이웨이 6호선, 아시안 하이웨이 30호선과 더불어 연장 구상 대상 노선으로 지정되었으나, 아시아 각국 간의 이견 차이가 커서 일본까지 페리로 연결되는 구상안이 무산되었다. 이 노선이 상하이를 거쳐 일본 나가사키현까지 연장한 후 후쿠오카에서 아시안 하이웨이 1호선()과 공유하려고 계획되었던 것으로 예정하고 있다.